# Julián Sanz del Río
Julián Sanz del Río (Torrearévalo, 10 de marzo de 1814-Madrid, 12 de octubre de 1869) fue un filósofo, jurista y pedagogo español. Introductor del krausismo en España, fue maestro de Francisco Giner de los Ríos y amigo de Fernando de Castro. Su labor pedagógica resultó decisiva en la evolución del pensamiento español y la superación del sistema de enseñanza monopolizado por la Iglesia católica desde el siglo XVI.

## Biografía

### Formación
Julián, nacido a comienzos del siglo XIX en una aldea soriana, fue hijo de Gregoria y Vicente, labradores pobres. En 1824, al quedar huérfano, fue recogido por su tío materno Fermín, sacerdote, que se encargó de su instrucción elemental en el Seminario Conciliar de San Pelagio de Córdoba, donde su tío era prebendado. Entre 1830 y 1833 siguió cursos de Derecho en el Colegio del Sacromonte, dentro de la Universidad de Granada, que continuó en 1834 en la Real Universidad de Toledo hasta obtener el grado de bachiller en Cánones, después de lo cual regresó a Granada. De nuevo en la capital andaluza, completó el sexto y séptimo años de Cánones en el Sacromonte, con lo que consiguió los grados de licenciado y doctor en aquella Universidad, donde inició su tarea como profesor de Derecho Romano. 
En 1836 se trasladó a Madrid, en cuya Universidad Central finalizaría sus estudios de Derecho en 1840. Dos años después ejerció como profesor sustituto de leyes y en 1843 fue nombrado catedrático interino de Historia de la Filosofía de la Complutense. Ese mismo año fue enviado a Alemania por Pedro Gómez de la Serna, catedrático de Derecho Político y en ese momento ministro de la Gobernación.

### La misión krausista
A través de su amistad con Ruperto Navarro Zamorano, traductor de la primera edición de la Filosofía del derecho (1841) de Heinrich Ahrens, se entrevistó en Bruselas con este último, discípulo aventajado de Krause, conversaciones que quedaron recogidas en el cuaderno titulado Diario de viaje a Alemania (dentro de los Manuscritos Inéditos de Sanz del Río que se conservan en la Real Academia de la Historia). En Heidelberg se reunió con otros pensadores alemanes del círculo krausista como el jurista Röder, el naturalista Leonhardi, el católico Schlosser, el historiador Gervinus, el escritor suizo Henri-Frédéric Amiel y en especial con Georg Weber ( en cuya casa llegó a hospedarse y cuyo Compendio de la Historia Universal  traduciría años después), con los que mantuvo una interesante correspondencia a lo largo de sus vida. 
La muerte en 1844 de Fermín del Río, su tío y protector, interrumpió su estancia en Alemania. Tras un periodo de aislamiento, se reincorporó a la universidad madrileña donde obtuvo en 1845 la Cátedra de Ampliación de Filosofía. Pero no tardó en renunciar a ella por no considerarse suficientemente preparado para ella.

### Retiro en Illescas
Entre 1845 y 1854 se retiró a Illescas (población toledana en la que Sanz del Río contraería matrimonio con Manuela Jiménez años más tarde, en 1856). Desde allí animó a algunos colegas a la creación de una Sociedad Literaria para el estudio y discusión sobre la Ciencia Analítica, que dio como fruto el primer "Círculo Filosófico". Por fin, en 1854 se reincorporó a la docencia. Como profesor de Filosofía del Derecho, del Río suscitó entre sus alumnos tal admiración que les llevaría a poner en marcha un movimiento ideológico intelectual sin precedentes, que culminaría con una gran reforma en la educación, además de otros cambios relativos a la sociedad y a la política y la creación de la Institución Libre de Enseñanza en 1876; institución que, muerto en 1869, el profesor Sanz del Río no llegó a conocer.

### Persecución y expulsión de Sanz del Río
La respuesta de las fuerzas conservadoras a la labor de europeización y renovación de Sanz del Río, hombre íntegro y religioso, pero considerado como una amenaza al monopolio docente de la Iglesia católica y "hereje recalcitrante", fue una larga persecución con duras campañas (tan poco cristianas como jurídicamente inconsistentes) orquestadas por tradicionalistas y ultramontanos del "neocatolicismo", una nueva facción ultraconservadora y tradicionalista, propiciada por la reciente encíclica de Pío IX. Tal acoso y persecución, renovando quizá la furia de los procesos de la Inquisición, consiguió un expediente sancionador contra Sanz del Río en 1864 y su expulsión de la docencia en 1867, firmada por el ministro de Fomento Manuel Orovio Echagüe. Sanz del Río, lejos de sentirse derrotado ni intimidado por la conspiración, redactó su Carta y cuenta de conducta.
Asimismo, la expulsión de Sanz del Río de su cátedra llevaría a una reacción de repulsa contra los estamentos gubernamentales docentes entre sus discípulos y otros destacados krausistas, como Joaquín Costa, Francisco Pi y Margall, Rafael María de Labra, Ángel Fernández de los Ríos, Emilio Castelar, Nicolás Salmerón y Adolfo Camús.

### Retorno y muerte
El 19 de octubre de 1868, con el triunfo de la "Gloriosa", Sanz del Río fue repuesto en su cátedra y propuesto como rector de la Universidad madrileña. No lo aceptó, pero sí el nombramiento para decano de la Facultad de Filosofía de la Universidad Central, tomando posesión el 1 de noviembre y renunciando un mes más tarde por motivos de salud. Retirado durante un año a su casa de Illescas, falleció en Madrid en el otoño de 1869, a los cincuenta y cinco años de edad. Cinco años después moriría también su colega Fernando de Castro; juntos descansan en el cementerio civil de Madrid.

## «Eppur si muove» («Y sin embargo se mueve»)
Hacia 1850, tras tres siglos de monopolio eclesiástico en la distribución y explotación de la educación y la cultura en España, la inquebrantable integridad intelectual, fruto del análisis y desarrollo de la curiosidad filosófica y científica, pusieron a Sanz del Río en una situación similar a la que enfrentó a la Iglesia católica con el renacentista Galileo Galilei. Si el pecado del italiano fue decir que el sol no da vueltas alrededor de la Tierra, sino al contrario; el de Sanz del Río fue despertar el espíritu crítico del alumno lejos de la política y la religión y agudizar «la sensibilidad moral con respecto a la vida del pensamiento y a toda función pública» (ser honestos para ser libres) a partir de los postulados de la filosofía krausista.
El profesor Joaquín Casalduero, eminente cervantista, expone con una breve pincelada los méritos de Sanz del Río y las circunstancias en las que se produjo. Desde que Felipe II, por Real Decreto de 1559, prohibiera a los españoles estudiar en el extranjero, con excepción de las universidades católicas de Bolonia, Nápoles, Roma y Lisboa, tuvieron que pasar los mencionados tres siglos hasta que el ministro Pedro Gómez de la Serna, impulsor de la creación de la Facultad de Jurisprudencia, pensionó a Julián Sanz del Río para que fuese a estudiar a la universidad alemana de Heidelberg. Finalizaba así la triste hazaña de Felipe II —«monstruosamente criminal» en opinión de los observadores internacionales, y simple y llanamente criminal en el caso de los perseguidos y ajusticiados por el Tribunal del Santo Oficio de la Inquisición—, de librar a España de la Europa herejíaca. Sin proponerse ningún tipo de revancha, a partir de la renovación intelectual y moral de su universidad, Sanz del Río dio el primer paso para incorporar su país al resto del continente.
El talante humano de Sanz del Río quedó patente cuando, a su regreso de Heidelberg, precipitado por la muerte de su tío y tutor, y siendo consciente de que no estaba suficientemente preparado para ejercer su labor docente, renunció a su cátedra. Nueve años después, en 1854, cuando consideró que ya estaba en condiciones de desempeñar su tarea educadora, regresó... «Mucho más valioso que el vivaz deseo de conocimientos» que inculcó en sus alumnos, fue «la integridad intelectual que le acompañaba».

## Maestro de maestros
Hace unos sesenta años, en la década de 1860, irrumpió en nuestro país un grupo admirable de señores, que, entre otras cosas de rango elevadísimo, trajo aquí una filosofía. Estos señores fueron los krausistas y su maestro único, maestro de todos: Sanz del Río.
Ramiro Ledesma Ramos (1929)

Este párrafo y la valoración que Ledesma Ramos hace de Sanz del Río como maestro de maestros, se refuerzan con la lista de alumnos del introductor del krausismo en España. En una semblanza biográfica de 1922, dentro del estudio de Santiago Valentí Camp titulado Ideólogos, teorizantes y videntes, se dan datos de la proyección de Sanz del Río sobre algunas cabezas del pensamiento en la España de la segunda mitad del siglo XIX. Anota Valentí Camp que: «Fueron alumnos de Sanz del Río, en su primera época, entre otras personalidades distinguidas, Luis María Pascual, exministro del Partido Moderado; Agustín Pascual González (introductor de la Ciencia Forestal en España); Manuel Ruíz de Quevedo, con los demás concurrentes a la tertulia filosófica, y Fernando de Castro, ya profesor en la Facultad de Letras de Madrid. Después desfilaron por la cátedra de Sanz del Río, entre otros, los políticos Francisco de Paula Canalejas, Emilio Castelar, el pedagogo Juan Fernández Ferraz, o los profesores Miguel Morayta Sagrario y Francisco Fernández y González (que después fue rector de la Universidad de Madrid)... En la década de 1860 a 1870, fueron discípulos de Sanz del Río, Federico de Castro, Mamés Esperabé Lozano, Juan Uña Gómez, Facundo de los Ríos Portilla, Nicolás Salmerón, Teodoro Sainz Rueda, Segismundo Moret, Antonio González Garbín, Alfonso Moreno Espinosa, Francisco Giner de los Ríos —quizá su principal continuador—, José María Maranges, Gumersindo de Azcárate, Luis Vidart Schuch, Manuel Sales y Ferré, Tomás Tapia, José de Caso y Manuel María del Valle, Eugenio Maria de Hostos. La mayoría de ellos, hombres que luego ocuparon elevados puestos en el profesorado y en la política, asistieron a la cátedra de Sanz del Río durante varios cursos, sin haber sido en gran parte alumnos oficiales o habiendo ya dejado de serlo».

## Obras
Sanz del Río, que —como también les ocurriría luego a dos de sus seguidores, a su vez maestros, Giner de los Ríos y Cossío— daba preferencia al magisterio oral y era reticente a publicar sus propios estudios, dejó una obra (libros, artículos, traducciones) tan diversa como dispersa. Al margen de la traducción española de los manuales del Krausismo y algunos libros, pocos, publicados durante su vida, la mayoría de su legado se encuentra, no sin dificultad, en las ediciones llevadas a la imprenta por algunos discípulos y testamentarios, entre ellas: Análisis del pensamiento racional (1877), Filosofía de la muerte (publicada por Sales y Ferré en 1877), o sus Cartas inéditas (publicadas por Manuel de la Revilla). 
En el cuerpo central de su producción conviene enumerar los siguientes títulos: Lecciones para el sistema de filosofía analítica de Krause (1850); Sistema de filosofía; Metafísica. Primera parte, análisis) (1860); Ideal de la Humanidad para la vida (primera edición en 1860 y segunda en 1871); Doctrinal de Lógica (1863); Programas de Psicología, Lógica y Ética; Lecciones sobre el sistema de la Filosofía (1868); Sistema de filosofía; Metafísica. Segunda parte, síntesis (1874); Análisis del pensamiento racional (1877); Filosofía de la muerte (1877). Cabe concluir en este vistazo general que muchas de sus obras inéditas pudieron ver la luz en el Boletín de la Institución Libre de Enseñanza.

### Religiosidad racional
También es interesante su Discurso pronunciado en la Universidad Central en la solemne inauguración del año académico de 1857-1858, no sólo como ensayo pedagógico, sino por considerarse como un bello ejemplo de prosa castellana. A él pertenece el fragmento que puede leerse a continuación (y que se incluye para que el lector pueda discernir por sí mismo qué razones pudieron existir para exigir que Sanz del Río fuese 'llevado a la hoguera' siguiendo las consignas de Pío IX, y que la Iglesia católica, en este caso como en muchos otros, aún no se haya retractado):

El Hombre que contempla en Dios el principio y fin de su vida, imprime a toda su conducta la dirección inmutable del bien por el bien, reconociéndose inmediatamente en su propia libertad y en el mérito legítimo de sus acciones; supremamente, en la ley, justicia y bondad de Dios. Mira este Hombre la Religión como fin último, jamás como medio para fin ajeno; la profesa con obra y palabra y penetra su espíritu, y se derrama afuera en doctrinas y obras y ejemplos de edificación; la practica como una señal de alianza, que lo une más estrechamente a la Humanidad y a todos los seres, y con ellos a Dios en vínculo de amor filial. Con esta bella armonía entre su conciencia moral y su conciencia religiosa, conoce en la ley moral la manifestación de Dios como voluntad personal infinita, a nuestra voluntad personal finita; como conciencia santa y eterna a nuestra conciencia libre y limitada. Por esto hallamos la ley promulgada anticipadamente a la entrada de la vida, y promulgada con tal sanción, que ninguna autoridad humana puede desatar, ninguna circunstancia histórica excusar ni prescribir; que se impone y sobrepone a nuestra conciencia con autoridad inmutable.
Julián Sanz del Río: Discurso pronunciado en la Universidad Central en la solemne inauguración del año académico de 1857 1858. Madrid. 